# Subsaltusaphis sinensis
Subsaltusaphis sinensis är en insektsart. Subsaltusaphis sinensis ingår i släktet Subsaltusaphis och familjen långrörsbladlöss. Inga underarter finns listade i Catalogue of Life.